# August Wilhelm Dieckhoff

August Wilhelm Dieckhoff

August Wilhelm Dieckhoff (* 5. Februar 1823 in Göttingen; † 12. September 1894 in Rostock) war ein deutscher lutherischer Theologe.

## Leben
Dieckhoff habilitierte sich 1850 in Göttingen zum Professor.
1854 wurde er dort auch Professor der Theologie für systematische und historische Theologie. 1860 wurde er ordentlicher Professor für historische Theologie in Rostock, 1883 Mitglied des Konsistoriums. 
Dieckhoffs Forschungsgebiet war die Geschichte der Reformation und deren Vorgeschichte. Er wurde von orthodox-lutherischen Gläubigen, insbesondere aber von den Nordamerikanischen Lutheranern stark kritisiert, da er die Lehre der Verbalinspiration anzweifelte. Mit Theodor Kliefoth gab er 1860 bis 1864 in Schwerin die „Theologische Zeitschrift“ heraus.

## Werkauswahl
- Die Waldenser im Mittelalter (Göttingen 1851)
- Die evangelische Abendmahlslehre im Reformationszeitalter (Göttingen 1854, Bd. 1)
- Luthers Lehre von der kirchlichen Gewalt (Berlin 1865)
- Schrift und Tradition. Widerlegung der römischen Lehre vom unfehlbaren Lehramt (Rostock 1870)
- Die kirchliche Trauung, ihre Geschichte im Zusammenhang mit der Entwickelung des Eheschließungsrechts (Rostock 1878)
- Justin, Augustin, Bernhard und Luther. Der Entwickelungsgang christlicher Wahrheitserfassung in der Kirche als Beweis für die Lehre der Reformation (Leipzig 1882)
- Der Ablaßstreit dogmengeschichtlich dargestellt (Gotha 1885)
- Luthers Lehre in ihrer ersten Gestalt (Rostock 1887)